# Бейкуэлл, Фредерик Кольер
Бейкуэлл, Фредерик Кольер (англ. Frederick Collier Bakewell, 29 сентября 1800 — 26 сентября 1869) — английский изобретатель, конструктор факсимильного аппарата, автор книг по физике, истории и философии науки.

## Биография
Родился в Уэйкфилде, затем переехал в Хампстед, где жил до своей смерти. Женился на Генриетте Дарбишир (Henrietta Darbyshire), в браке родилось двое сыновей, Роберт (Robert) и Эрмитаж (Armitage).

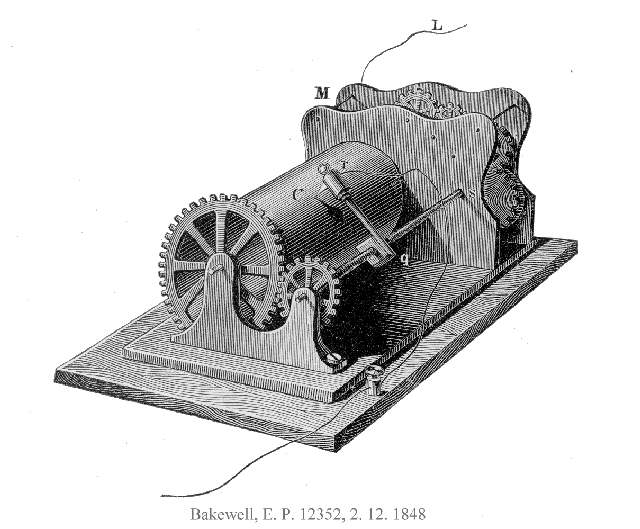
Факсимильный аппарат Бэйкуэлла 1848 года.

### Факсимильный аппарат
В 1848 году Фредерик Бэйкуэлл запатентовал первый «копирующий телеграф», а 2 июня 1849 года патент был утвержден. Александр Бейн после этого пришел в ярость и стал атаковать Бэйкуэлла в печати, утверждая, что тот бывал за год до этого в его мастерской и ознакомился с его устройствами. В Великобритании Компания Электрического Телеграфа (Electric Telegraph Company) отдала приоритет Бэйкуэллу и проводила опыты с его устройствами. 22 сентября 1848 года Компания позволило Бэйкуэллу использовать линию между своим офисом на Сеймур Стрит (Seymour Street) в Лондоне и телеграфным коттеджем в Слау («Telegraph Cottage» in Slough) для испытания его изобретений. Бэйкуэлл продемонстрировал свой факсимильный аппарат на Промышленной выставке 1851 года, но он не заинтересовал публику.

## Сочинения
1. Философские беседы, содержащие объяснение причин многих природных явлений, которые мы ежедневно наблюдаем
2. Электрическая наука: её история, её явления и их применение
3. Великие факты: история и описание самых замечательных изобретений нынешнего века